# Wasilij Jemieljanow
Wasilij Siemionowicz Jemieljanow (ros. Васи́лий Семёнович Емелья́нов, ur. 30 stycznia?/12 lutego 1901 w Chwałyńsku, zm. 27 czerwca 1988 w Moskwie) – radziecki naukowiec i polityk, Bohater Pracy Socjalistycznej (1954).

## Życiorys
Od 1916 pracował w przemyśle naftowym w Baku, 1917 wstąpił do Czerwonej Gwardii, później był w oddziałach zbrojnych Komuny Bakijskiej, po upadku której został pomocnikiem montera w stacji telefonicznej i jednocześnie uczestniczył w podziemnej działalności komunistycznej w Baku. W 1919 został członkiem WKP(b). Po podboju Azerbejdżanu przez bolszewików wstąpił do Armii Czerwonej, 1921 pracował w Ludowym Komisariacie Aprowizacji Azerbejdżańskiej SRR, następnie przeniósł się do Moskwy, gdzie w 1928 ukończył Moskiewską Akademię Górniczą, w której pracował również jako laborant. Następnie kierował laboratorium Centralnego Instytutu Naukowo-Badawczego Technologii Budowy Maszyn i był asystentem katedry elektrometalurgii Moskiewskiej Akademii Górniczej, w 1931 został zastępcą dyrektora technicznego trustu "Specstal", w latach 1932–1934 odkomenderowany za granicę jako pełnomocnik Ludowego Komisariatu Przemysłu Ciężkiego ZSRR w zakładach metalurgicznych Kruppa w Berlinie. Od maja 1935 dyrektor techniczny Czelabińskiego Zakładu Stopów Żelaza, od 1937 kolejno zastępca głównego inżyniera i główny inżynier w Ludowym Komisariacie Przemysłu Obronnego ZSRR, szef VII Głównego Zarządu Prac Naukowo-Badawczych Ludowego Komisariatu Przemysłu Obronnego ZSRR, 1939-1940 szef III Głównego Zarządu Ludowego Komisariatu Przemysłu Stoczniowego ZSRR.
Od lipca 1940 do 1943 był zastępcą i I zastępcą przewodniczącego Państwowego Komitetu Standardów przy Radzie Komisarzy Ludowych ZSRR, a 1942 p.o. przewodniczącego tego komitetu, w lipcu 1941 wraz z komitetem został ewakuowany do Barnaułu, we wrześniu 1941 został pełnomocnym przedstawicielem Państwowego Komitetu Obrony ZSRR ds. zagadnień organizacji produkcji korpusów czołgowych i lanych wież w fabrykach Uralu. Od stycznia 1943 do 1946 zajmował stanowisko przewodniczącego Komitetu Standardów przy Radzie Komisarzy Ludowych ZSRR, od października 1945 pracował przy projekcie atomowym ZSRR, w latach 1945–1946 pracował w Pierwszym Głównym Zarządzie przy Radzie Komisarzy Ludowych ZSRR, następnie Pierwszym Głównym Zarządzie przy Radzie Ministrów ZSRR, brał aktywny udział w budowie pierwszej bomby atomowej w ZSRR ukończonej w 1949. Później był zastępcą szefa Pierwszego Głównego Zarządu przy Radzie Ministrów ZSRR, brał udział w budowie pierwszej bomby wodorowej w ZSRR, 23 października 1953 został członkiem korespondentem Akademii Nauk ZSRR, w latach 1953–1955 kierował Zarządem Naukowo-Technicznym Ministerstwa Budowy Maszyn Średnich ZSRR, a 1955–1957 był zastępcą ministra budowy maszyn średnich ds. nowej techniki.
Od 1957 do czerwca 1960 szef Głównego Zarządu Wykorzystywania Energii Atomowej przy Radzie Ministrów ZSRR, od czerwca 1960 do lutego 1962 przewodniczący Państwowego Komitetu Rady Ministrów ZSRR ds. Wykorzystywania Energii Atomowej, od lutego 1962 do 1965 zastępca przewodniczącego tego komitetu, 1966-1978 przewodniczący Komisji Problemów Naukowych Rozbrojenia Akademii Nauk ZSRR, później do śmierci członek Państwowego Komitetu ZSRR ds. Nauki i Techniki. Od 1946 do 1984 kierował katedrą specmetalurgii Moskiewskiego Instytutu Inżynieryjno-Fizycznego, był doktorem nauk technicznych. Autor wspomnień. Od 31 października 1961 do 29 marca 1966 był zastępcą członka KC KPZR. Pochowany na Cmentarzu Trojekurowskim.

## Odznaczenia i nagrody
- Medal Sierp i Młot Bohatera Pracy Socjalistycznej (4 stycznia 1954)
- Order Lenina (czterokrotnie)
- Order Rewolucji Październikowej
- Order Czerwonego Sztandaru Pracy (czterokrotnie)
- Order Przyjaźni Narodów (7 kwietnia 1981)
- Nagroda Stalinowska (dwukrotnie – 1942 i 1951)

I medale.